# Кршиженецкий, Ян
Ян Кршижене́цкий (чеш. Jan Kříženecký; 20 марта 1868, Прага, Цислейтания — 9 февраля 1921[…], Старе-Место) — чешский деятель кино, архитектор, фотограф, оператор, актёр, продюсер и кинорежиссёр. Зачинатель чешской кинематографии.

## Биография
Родился в семье почтового служащего. Получил архитектурное образование. Занимался фотографией; снимал преимущественно памятники архитектуры Праги. Первая публичная демонстрация чешских фильмов состоялась в июне 1898 года. Среди картин: «Купальня на Жофине», «Смех и плач», «Свидание у мукомольни», «Продавец сосисок и расклейщик афиш»; репортажи — «Пожарные», «Площадь Пуркине», «Сокольские выступления на Кижкове». Снимал кинорепортажи о Всесокольских слётах (сохранились кинорепортажи о сокольских слётах 1901 и 1907 годов). К 1910-м годам разорился и стал работать директором кинотеатра.

## Избранная фильмография

### Режиссёр
- 1898 — Продавец сосисок и расклейщик афиш / Výstavní párkař a lepič plakátů
- 1898 — Свидание у мукомольни / Dostaveníčko ve mlýnici
- 1898 — Смех и плач / Smích a pláč
- 1913 — Сон старого холостяка[5] / Jarní sen starého mládence

### Оператор
- 1898 — Продавец сосисок и расклейщик афиш / Výstavní párkař a lepič plakátů
- 1898 — Свидание у мукомольни / Dostaveníčko ve mlýnici
- 1898 — Смех и плач / Smích a pláč
- 1907 — Лучшие номера / Nejlepší číslo
- 1913 — Сон старого холостяка / Jarní sen starého mládence

### Продюсер
- 1898 — Продавец сосисок и расклейщик афиш / Výstavní párkař a lepič plakátů
- 1898 — Свидание у мукомольни / Dostaveníčko ve mlýnici
- 1898 — Смех и плач / Smích a pláč
- 1907 — Лучшие номера / Nejlepší číslo
- 1913 — Сон старого холостяка / Jarní sen starého mládence

### Актёр
- 1913 — Сон старого холостяка / Jarní sen starého mládence

## Награды
- Памятный диплом заслуженного деятеля и пионера кино